# Păulești (gmina w okręgu Prahova)
Păulești – gmina w Rumunii, w okręgu Prahova. Obejmuje miejscowości Cocoșești, Găgeni, Păuleștii Noi i Păulești. W 2011 roku liczyła 5752 mieszkańców.